# Liftago
Liftago je český startup, který vytváří technologickou platformu pro optimalizaci městské dopravy v České republice i v zahraničí. Cílem společnosti jsou tzv. chytrá města (Smart Cities), kde lidé ztratí závislost na vlastních automobilech a ubude problémů s parkováním. Ve velkých městech se kvůli fragmentaci trhu měsíčně najezdí miliony kilometrů prázdnými taxíky. Cílem Liftago je vytvořit volný trh, do kterého se mohou zapojit současní poskytovatelé přepravy, ale i budoucí technologie. Ve výhledu příštích let jsou kromě zlepšení podmínek na trhu s taxi v plánu další alternativní dopravní metody typu sdílení kol (bike-sharing) a aut (car-sharing) a další.

## Liftago Taxi
Liftago Taxi je první služba přepravy spuštěná společností. Jedná se o agregátor taxi, který propojuje licencované řidiče taxi vozů s pasažéry prostřednictvím bezplatné mobilní aplikace, případně přes třetí osobu (software hotelu, restaurace či dispečinkové společnosti). Mechanismus má za cíl vyřešit problém neefektivity v tomto odvětví městské dopravy. Řidiči měsíčně najezdí až milion kilometrů navíc pro zákazníky, u kterých jsou blíže vozy jiné taxi služby, ale pasažéři o nich netuší, jelikož volají na jiné dispečinky. Projekt je přínosný pro město i obyvatele nevyužívající služeb taxi, protože směřuje k odlehčení dopravy ve městě.
Liftago spolupracuje s individuálními licencovanými řidiči i dispečinky (např. Sedop Taxi nebo Halo Taxi).
Aplikace Liftago pro pasažéry je k dispozici pro platformy iOS a Android zdarma. Řidičská aplikace prozatím vyžaduje operační systém Android a je také zdarma. Liftago je založené na transakčním byznys modelu, kde zdrojem příjmu je transakční poplatek řidiče (dispečinku) za zprostředkovanou zakázku.
Liftago se svým principem liší i od zavedených start-upů, jakými jsou Uber nebo Lyft, tím, že využívá již existující dopravní kapacitu, kterou jsou stávající řidiči taxi vozů, a také přístupem volného trhu, kdy cenu nestanovuje Liftago, ale poskytovatel přepravy (cena se pak pohybuje na základě střetu nabídky a poptávky).